# Parco nazionale di Ruvubu
Il parco nazionale di Ruvubu è un parco nazionale del Burundi che copre un'area di 508 km² (196 mi²). Istituito nel 1980, i suoi confini rientrano nelle province di Karuzi, Muyinga, Cankuzo e Ruyigi.
Il nome deriva dal fiume Ruvubu che scorre per tutta la lunghezza del parco. Il parco è l'ultima traccia dell'ecosistema naturale delle praterie che un tempo coprivano la stragrande maggioranza della parte nord-orientale del Burundi. Ospita una serie di animali selvatici, in particolare l'ippopotamo, il coccodrillo del Nilo, il bufalo del Capo, l'antilope d'acqua, numerose specie di cefalofini, cinque specie di primati, tra i quali il babbuino verde, il cercopiteco verde, il colobo rosso, il cercopiteco dal diadema e galagone del Senegal. Nel parco sono state registrate circa 200 specie di uccelli.